# Taishū Satō
Pour les articles homonymes, voir Sato.
Taishū Satō (佐藤 大宗, Satō Taishū) est un pentathlonien japonais né le 20 octobre 1993 à Aomori. Il a remporté la médaille d'argent de l'épreuve masculine aux Jeux olympiques d'été de 2024, organisés à Paris.